# Lijst van Eerste Kamerleden 1884-1887
Lijst van Eerste Kamerleden 1884-1887 geeft een overzicht van de leden van de Nederlandse Eerste Kamer in de periode tussen de verkiezingen van 1884 en de verkiezingen van 1887. De zittingsperiode van de Eerste Kamer ging in op 17 november 1884 en eindigde op 17 augustus 1887 door tussentijdse ontbinding van de Eerste Kamer.
De Eerste Kamer telde 39 leden, gekozen door de leden van Provinciale Staten in de elf provincies. Eerste Kamerleden werden gekozen voor een termijn van negen jaar; om de drie jaar werd een derde deel van de Eerste Kamer vernieuwd.
| Naam                                | groepering                 | provincie     | begindatum       | einddatum        | refs   |
| ----------------------------------- | -------------------------- | ------------- | ---------------- | ---------------- | ------ |
| Dirk van Akerlaken                  | gematigde liberalen        | Noord-Holland | 18 november 1884 | 17 augustus 1887 | [ 2 ]  |
| Albert Blijdenstein                 | liberalen                  | Overijssel    | 18 november 1884 | 17 augustus 1887 | [ 3 ]  |
| Adolph Blussé                       | liberalen                  | Zuid-Holland  | 18 november 1884 | 17 augustus 1887 | [ 4 ]  |
| Jacobus van der Breggen             | liberalen                  | Zuid-Holland  | 18 november 1884 | 17 augustus 1887 | [ 5 ]  |
| Doede Breuning                      | liberalen                  | Friesland     | 18 november 1884 | 17 augustus 1887 | [ 6 ]  |
| Jacobus de Bruijn                   | katholieken                | Noord-Brabant | 18 november 1884 | 17 augustus 1887 | [ 7 ]  |
| Hendrikus Coenen                    | liberalen                  | Gelderland    | 18 november 1884 | 17 augustus 1887 | [ 8 ]  |
| Pieter Elout van Soeterwoude        | Anti-Revolutionaire Partij | Utrecht       | 11 januari 1886  | 17 augustus 1887 | [ 9 ]  |
| Frans van Eysinga                   | liberalen                  | Friesland     | 18 november 1884 | 17 augustus 1887 | [ 10 ] |
| Isaäc Fransen van de Putte          | liberalen                  | Zuid-Holland  | 18 november 1884 | 17 augustus 1887 | [ 11 ] |
| Johannes Hengst                     | katholieken                | Noord-Brabant | 18 november 1884 | 17 augustus 1887 | [ 12 ] |
| Joan Huydecoper van Maarsseveen     | gematigde liberalen        | Utrecht       | 18 november 1884 | 17 augustus 1887 | [ 13 ] |
| Maurits Insinger                    | liberalen                  | Noord-Holland | 18 november 1884 | 17 augustus 1887 | [ 14 ] |
| Theo van Lynden van Sandenburg      | conservatief-protestanten  | Utrecht       | 18 november 1884 | 8 november 1885  | [ 15 ] |
| Léon Magnée                         | katholieken                | Limburg       | 18 november 1884 | 17 augustus 1887 | [ 16 ] |
| Frederik Merkes van Gendt           | liberalen                  | Zuid-Holland  | 18 november 1884 | 27 november 1884 | [ 17 ] |
| Jacob Moolenburgh                   | liberalen                  | Zeeland       | 18 november 1884 | 17 augustus 1887 | [ 18 ] |
| Hendrik Muller                      | liberalen                  | Zuid-Holland  | 18 november 1884 | 17 augustus 1887 | [ 19 ] |
| Albertus van Naamen van Eemnes      | liberalen                  | Overijssel    | 18 november 1884 | 17 augustus 1887 | [ 20 ] |
| Frederik van Pallandt van Keppel    | conservatief-liberalen     | Gelderland    | 18 november 1884 | 17 augustus 1887 | [ 21 ] |
| Carolus Pické                       | liberalen                  | Zeeland       | 18 november 1884 | 18 maart 1887    | [ 22 ] |
| Joan Röell                          | liberalen                  | Zeeland       | 23 mei 1887      | 17 augustus 1887 | [ 23 ] |
| Hubert Pijls                        | katholieken                | Limburg       | 18 november 1884 | 17 augustus 1887 | [ 24 ] |
| Menso Pijnappel                     | conservatief-liberalen     | Noord-Holland | 18 november 1884 | 17 augustus 1887 | [ 25 ] |
| Hubert Regout                       | katholieken                | Limburg       | 18 november 1884 | 17 augustus 1887 | [ 26 ] |
| Berend van Roijen                   | liberalen                  | Groningen     | 18 november 1884 | 17 augustus 1887 | [ 27 ] |
| Willem Schimmelpenninck van der Oye | conservatieven             | Gelderland    | 18 november 1884 | 17 augustus 1887 | [ 28 ] |
| Cornelis Sickesz                    | liberalen                  | Gelderland    | 18 november 1884 | 17 augustus 1887 | [ 29 ] |
| Willem de Sitter                    | liberalen                  | Groningen     | 18 november 1884 | 17 augustus 1887 | [ 30 ] |
| Johannes Smits van Oyen             | katholieken                | Noord-Brabant | 18 november 1884 | 17 augustus 1887 | [ 31 ] |
| Petrus Smitz                        | katholieken                | Noord-Brabant | 18 november 1884 | 17 augustus 1887 | [ 32 ] |
| Charles Stork                       | liberalen                  | Overijssel    | 18 november 1884 | 17 augustus 1887 | [ 33 ] |
| Jan van Swinderen                   | liberalen                  | Friesland     | 18 november 1884 | 17 augustus 1887 | [ 34 ] |
| Johannes Tak van Poortvliet         | liberalen                  | Noord-Holland | 18 november 1884 | 17 augustus 1887 | [ 35 ] |
| Jacobus Thooft                      | liberalen                  | Gelderland    | 18 november 1884 | 17 augustus 1887 | [ 36 ] |
| Gijsbert van Tienhoven              | liberalen                  | Noord-Holland | 18 november 1884 | 17 augustus 1887 | [ 37 ] |
| Sjoerd Vening Meinesz               | liberalen                  | Zuid-Holland  | 29 december 1884 | 17 augustus 1887 | [ 38 ] |
| Johannes Verheyen                   | katholieken                | Noord-Brabant | 18 november 1884 | 17 augustus 1887 | [ 39 ] |
| Theodorus Viruly                    | liberalen                  | Zuid-Holland  | 18 november 1884 | 17 augustus 1887 | [ 40 ] |
| Dirk Visser van Hazerswoude         | liberalen                  | Noord-Holland | 18 november 1884 | 19 juni 1886     | [ 41 ] |
| Joost van Vollenhoven               | liberalen                  | Zuid-Holland  | 18 november 1884 | 17 augustus 1887 | [ 42 ] |
| Godert de Vos van Steenwijk         | liberalen                  | Drenthe       | 18 november 1884 | 17 augustus 1887 | [ 43 ] |
| Abraham Wertheim                    | liberalen                  | Noord-Holland | 14 juli 1886     | 17 augustus 1887 | [ 44 ] |